# Вратислав фон Дмитрович, Франц Карл
Граф Франц Карл Вратислав фон Дмитрович (Францишек Карел Вратислав с Митровиц; граф Вратиславский; 1 сентября 1679 — 23 апреля 1750) — австрийский посол в России (1728–1733), андреевский и александровский кавалер (1730).

## Биография
Родился в 1679 году в Кадове в старинной богемской аристократической семье венского придворного — камергера. Был чехом по происхождению, но служил в Вене и пользовался немецким языком, как основным. В то же время, известно, что Франц подчёркивал в беседах с окружающими своё чешское происхождение, занимался историей рода Вратиславов, и, судя по сохранившейся переписке, хорошо владел чешским языком. 
В 1696–1700 годах совершил образовательное путешествие — гранд-тур по Италии и Франции. В  1709–1722 годах представлял Богемское королевство на имперском рейхстаге (сейме) в Регенсбурге (Ратисбоне). В этот период получил звание действительного тайного советника (1722). В 1724—28 годах служил австрийским послом в Польше-Саксонии (находился при этом, как и польско-саксонский двор, попеременно в Дрездене и в Варшаве).
В 1728 году был направлен послом в Россию и пробыл на этой должности несколько лет (1728–1733; по другим данным, 1728—1732). Он заранее тщательно готовился к этой миссии, а прибыв в страну, добился определенных дипломатических успехов и пользовался благосклонностью императрицы Анны, которая наградила его орденом Святого Андрея Первозванного, «в комплекте» с которым производилось награждение орденом Александра Невского. 
Согласно сохранившейся переписке Вратислава, служба в России негативно сказалась на его материальном достатке, так как на его плечи легли крупные представительские расходы. Так, в Россию его сопровождала из Австрии свита из 50 человек. Хотя он получил от императрицы Анны ценные подарки на десятки тысяч рублей, а роскошная резиденция для посольства, дворец в Санкт-Петербурге, конфискованный у противников Анны, князей Долгоруких, досталась ему бесплатно, он все же влез в огромные долги. По этой причине он подавал прошение о переводе на более доходную должность в родную Богемию. Впрочем, некоторые современники были иного мнения о доходах и расходах графа (см. ниже).
Однако вместо этого, он снова был назначен послом в Польшу, где пробыл семь лет (1733—1740), после чего вернулся в Австрию. 
Скончался в Богемии в 1750 году. 

## Отзывы современников
Испанский посол в России герцог Лирия, в документе, озаглавленном «Характеристики лиц, бывших при русском дворе», не предназначавшемся для широкого распространения, так описывал графа Вратиславского:

Граф Вратиславский, посол императора, происходил от одного из древнейших домов богемских. Долгое время  он был послом при Ратисбонском сейме, а потом послом в Польше, откуда был перемещен в Россию по смерти графа Рабутинского (Бюсси-Рабутена). Но нельзя было выбрать человека к этому двору хуже его. Русские любят, чтобы иностранные послы были вежливы, щедры и жили великолепно, а в графе не было ни одного из сих качеств. Хотя он и твердил о своем великолепии, но жил так, что всегда была заметна какая-то скупость. Он беспрестанно хвастался добротою своего сердца, но я не знал человека лживее его; болтун до того, что не позволял никому сказать слова, и не слушал того, что другие ему говорили. Воспитания не имел никакого и потому обращался очень невежливо со всеми, даже с дамами. Он был очень пристрастен и мстителен; ума в нем было мало, а самолюбие несносное. Я не знал человека, который так легко доверял бы всякому. Словом, он скорее способен был забавлять детей бабушкиными сказками, чем быть послом, и кажется, что друзья графа Рабутинского послали (графа Вратиславского) в Россию только для того, чтобы увековечить там (добрую) память графа Рабутинского, которого поведение и искусство были удивительны (по сравнению с графом Вратиславским — следующим послом).
— Герцог Лирия. Характеристики лиц, бывших при русском дворе

## Дальнейшее чтение
- KUBEŠ, Jiří, a kol. V zastoupení císaře: česká a moravská aristokracie v habsburské diplomacii 1640–1740. Praha: Nakladatelství Lidové noviny, 2018. 640 s. ISBN 978-80-7422-574-1.
- VOKÁČOVÁ, Petra: Příběhy o hrdé pokoře. Aristokracie českých zemí v době baroka; Praha, 2014 ISBN 978-80-200-2364-3